# Jeffrey Ford
Jeffrey Ford, född 8 november 1955 i West Islip, är en amerikansk science fiction- och fantasyförfattare.
Hans romaner och noveller har upprepade gånger nominerats till, och ibland belönats med, priser som Hugopriset, Nebulapriset och World Fantasy Award.
Ford vann World Fantasy Award 1997 för romanen Physiognomy och 2002 dels för novellen Creation, dels för samlingsvolymen The Fantasy Writer's Assistant. 2004 vann han 2003 års Nebulapris för långnovellen The Empire of Ice Cream.